# Witikon
Witikon ist ein Quartier der Stadt Zürich. Die ehemals selbständige Gemeinde Witikon wurde 1934 eingemeindet und bildet heute zusammen mit Fluntern, Hottingen und Hirslanden den Kreis 7. Das Quartier hat seit 2019 über 11.000 Einwohner. Sein Mundartname: Witike.

## Wappen
Blasonierung
In Rot ein silbernes Schildbeschlag

## Geographie

Das Dorf im Jahr 1949: Luftbild von Werner Friedli, Blick von Nordwesten. Rechts unten das Schulhaus Langmatt, links der Mitte die frühere Wendeschleife des Busses.
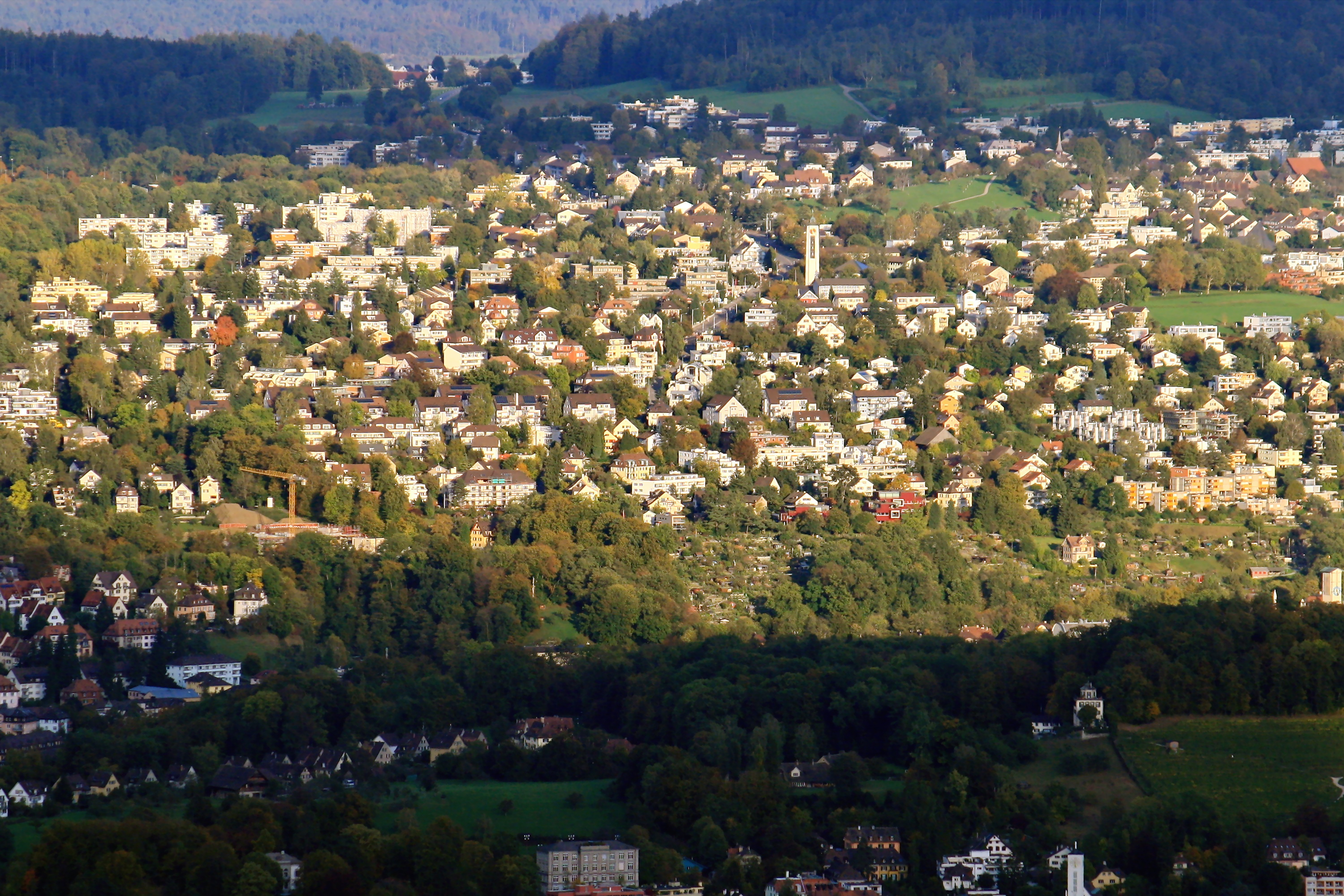
Sicht vom Uetliberg auf Witikon, Hirslanden (links) und Weinegg (unten)

Witikon liegt auf einer Terrasse in rund 600 m auf der Südwestseite der Pfannenstielkette an den Hängen des Adlisbergs (701 m) und des Ötlisbergs (696 m). Umgeben wird Witikon von zwei tief eingeschnittenen Bächen, dem Wehrenbachtobel im Süden und dem Stöckenbachtobel – auch als Elefantenbachtobel bekannt – im Norden. Im Westen, am Abhang in Richtung Zürich, liegt der Ortsteil Eierbrecht.  
Eine wichtige Verbindungsstrasse von Zürich ins obere Glatttal führt durch Witikon. Nach Hirslanden passiert sie in der Schleife das Stöckenbachtobel, steigt steil nach Witikon hoch, erreicht nördlich vom Ötlisberg auf 631 m den höchsten Punkt und führt über Pfaffhausen nach Fällanden am Greifensee.

## Geschichte
Der Name Vuitinchova (sinngemäss «Hof des Vito») lässt erkennen, dass dieser Hof in der Zeit der zweiten  Einwanderungswelle und endgültigen Niederlassung der Alemannen in der ersten Hälfte des 7. Jahrhunderts gegründet worden war. Zuvor lebten, wie Ausgrabungen vermuten lassen, auch Kelten und die Römer in diesem Gebiet.
Die erste Aufzeichnung zum Ort stammt von 946. Ein Bescheid vom 28. April 946 zur Aufteilung des Kirchenzehnten zwischen Felix und Regula (Chorherrenstift Grossmünster) und St. Peter (Stadtkirche) beschied, dass der Zehnte aus «Vuitinchova» an das Chorherrenstift zu leisten sei.
In den 1910er Jahren hatte Witikon keine 400 Einwohner.

## Eingemeindung

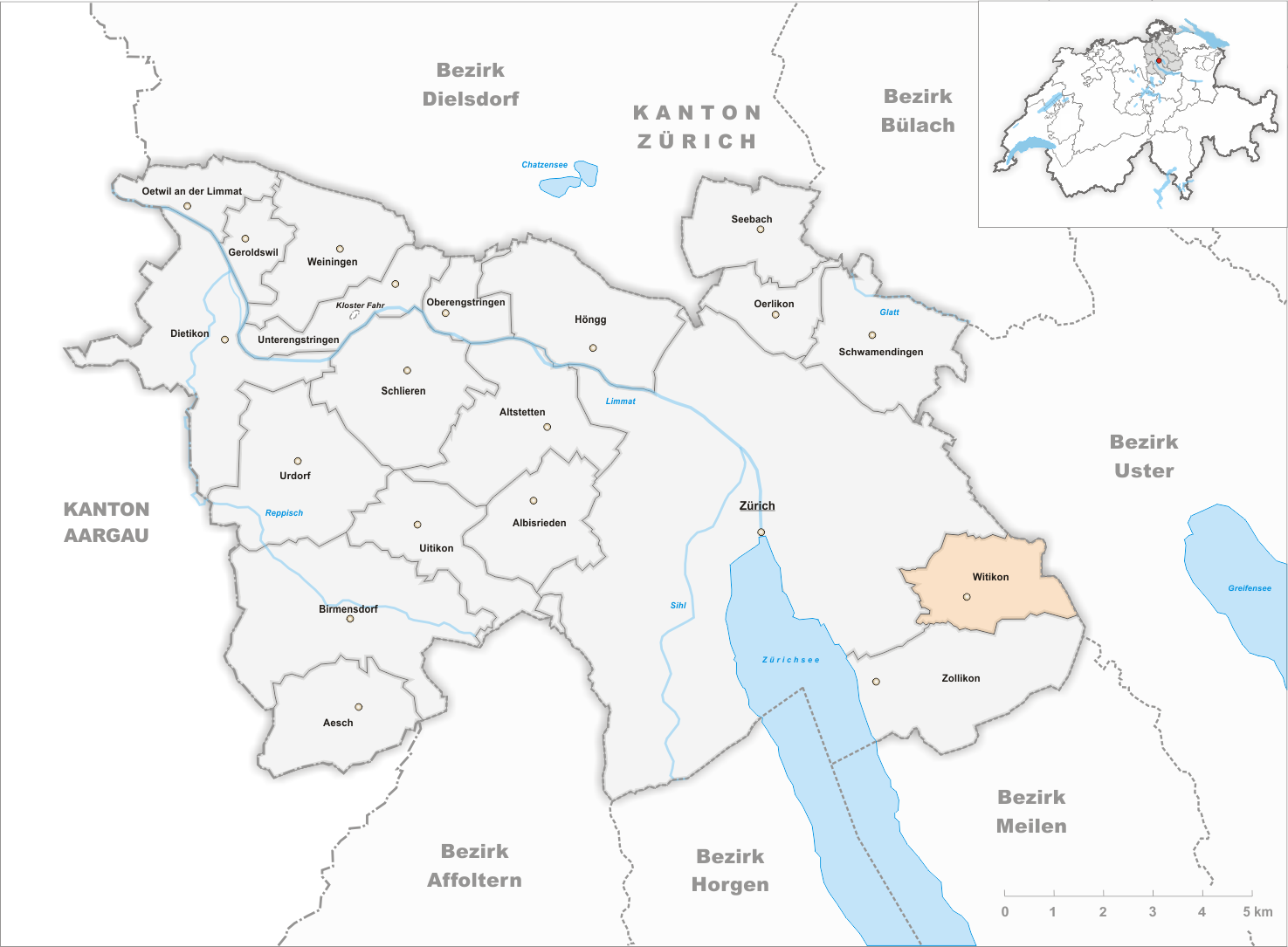
Die Gemeinde innerhalb des Bezirks Zürich vor der Eingemeindung 1934

Witikon, heute das östlichste Quartier der Stadt, wurde 1934 zusammen mit Albisrieden, Altstetten, Höngg, Oerlikon, Affoltern, Seebach und Schwamendingen als eines der letzten Dörfer eingemeindet. Wichtige Gründe für die Eingemeindung waren Verschuldungen und eine schlechte Infrastruktur (Schulen und Verkehrsmittel).

## Bevölkerungsentwicklung des Quartiers
Quelle: Statistik & Daten: Witikon

## Sehenswürdigkeiten
Durch die Lage am Hang des Adlisbergs ergibt sich eine Aussicht auf den Zürichsee und die im Limmattal gelegenen Teile der Stadt. In der Mauer der Alten Kirche Witikon steckende Kanonenkugeln zeugen von österreichischen Truppen, die sich während der ersten Schlacht um Zürich in der Kirche verschanzt hatten und von der französischen Artillerie beschossen wurden.
Ein Beispiel moderner Sakralarchitektur ist die katholische Kirche «Maria Krönung» des Architekten Justus Dahinden. Der Grundriss ist der Hand nachempfunden mit einem Schiff je Finger. Die Wände streben zeltartig in die Höhe, was durch die Auskleidung mit langen Holzbrettern verstärkt wird. Die angegliederte Paulus-Akademie hat in der katholischen Schweiz eine grosse Bedeutung. Ebenfalls von Justus Dahinden ist das Stierenhaus aus dem Jahr 1982 am Kienastenwiesweg. Die Skulpturen am Stierenhaus stammen vom Schweizer Künstler Bruno Weber.

## Kirchen und Friedhöfe
In Witikon gibt es drei Kirchen:

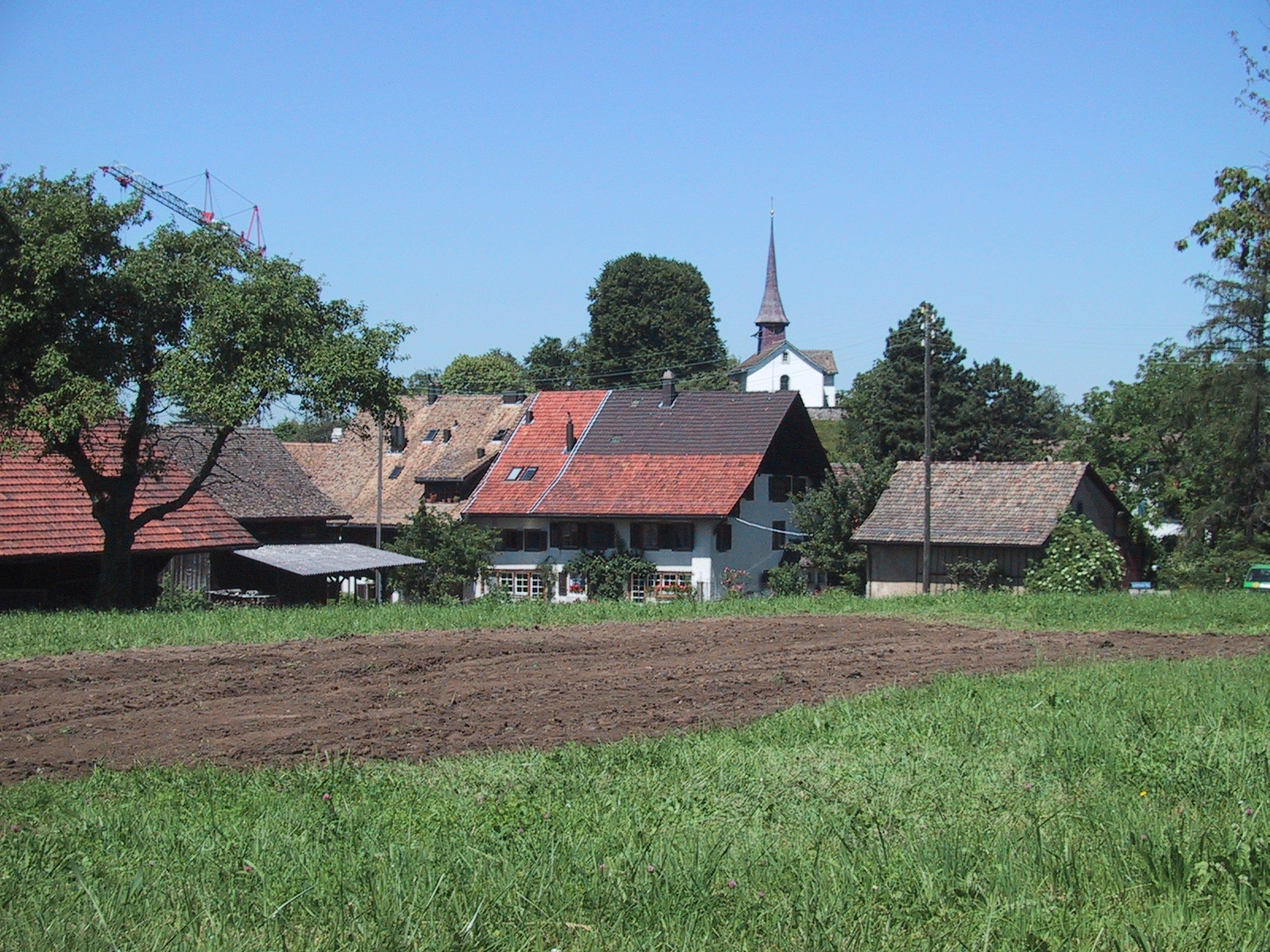
Blick auf Witikon

Die evangelisch-reformierte Kirche besitzt zwei Gotteshäuser:
- Die Alte Kirche Witikon, welche als dem hl. Otmar geweihte Kapelle erstmals im Jahr 1270 erwähnt wurde. Die Alte Kirche Witikon steht auf einem Hügel auf 629 m ü. M. und ist damit die höchstgelegene Kirche der Stadt Zürich.
- Die Neue Kirche Witikon wurde in den Jahren 1955–1957 nach Plänen des Architekten Theodor Laubi, Meilen, erbaut. Die Neue Kirche Witikon ist als sechseckiges Gebäude mit freistehendem Kirchturm konzipiert worden. Sie besitzt eine Metzler-Orgel aus dem Jahr 1957.

Die römisch-katholische Kirche ist in Witikon mit der Kirchgemeinde Maria Krönung vertreten: 
- Die Kirche Maria Krönung wurde in den Jahren 1963–1965 nach Plänen des Architekten Justus Dahinden erbaut. Maria Krönung ist nach der Kirche Allerheiligen (Zürich-Neuaffoltern) der zweite katholische Kirchenneubau der Stadt Zürich, in dem die Konstitution über die heilige Liturgie des Zweiten Vatikanischen Konzils umgesetzt wurde.

In Witikon befinden sich drei Friedhöfe, welche aus unterschiedlichen Gründen eine Besonderheit unter den 26 Zürcher Friedhöfen darstellen:
- Der historische Kirchhof Witikon umschliesst die Alte Kirche von Witikon und ist mit seiner Entstehungszeit vor dem Jahr 1000 der älteste Zürcher Friedhof, der noch immer belegt wird.
- Weil beim Kirchhof Witikon keine Friedhofserweiterung möglich war, besteht seit 1957 der Friedhof Witikon. Auf ihm sind zahlreiche bedeutende Persönlichkeiten beigesetzt. Zudem besitzt er als einziger Friedhof der Stadt ein muslimisches Gräberfeld.
- Der Friedhof Binz ist einer der sechs jüdischen Friedhöfe der Stadt Zürich. Er wird von der orthodoxen Israelitischen Religionsgesellschaft Zürich betrieben.

## Persönlichkeiten
- Der Architekt Justus Dahinden lebte in Witikon und hatte sein Architekturbüro hier.
- Die Volksschauspielerin Stephanie Glaser lebte in Witikon.
- Die deutsche Filmschauspielerin Marianne Hold und ihr Ehemann, der australisch-britische Schauspieler Frederick Stafford, sind auf dem Friedhof Witikon begraben.
- Elisabeth Eidenbenz, eine Gerechte unter den Völkern, wurde 2011 im Friedhof Witikon Kirchhof beigesetzt.
- Paul Kamer war ein katholischer Geistlicher, Lehrer und Bühnenautor und lebte in Witikon
- Robert Seidel, Pädagoge und Publizist, urspr. Deutscher, wurde 1880 in Witikon eingebürgert und starb 1933 in Zürich.